# Elecciones municipales de Chachapoyas de 1998
Las elecciones municipales de Chachapoyas de 1998 se llevaron a cabo el 11 de octubre de 1998 para elegir al alcalde y al Concejo Provincial de Chachapoyas para el periodo 1999-2002. La elección se celebró simultáneamente con elecciones municipales en todo el país.
Leonardo Rojas Sánchez, alcalde en funciones, se presentó a la reelección representando al Movimiento Independiente 6 de Junio y logró imponerse en la contienda. Su principal rival, Jesús Coronel Leyva, exregidor provincial entre 1993 y 1995, postuló por el Movimiento Independiente Vamos Vecino, vinculado al fujimorismo, obteniendo el segundo lugar y asegurando representación en el concejo provincial. En tercer lugar quedó la lista independiente Contigo Chachapoyas, que también consiguió representación en el concejo. Acción Popular, liderada nuevamente por Napoleón Mendoza Jiménez, exalcalde en dos periodos, registró su peor desempeño en una elección provincial, quedando fuera del concejo.
En el ámbito distrital, el fujimorismo, aunque no logró la alcaldía provincial, se consolidó como la principal fuerza política en los distritos: el Movimiento Independiente Vamos Vecino obtuvo el control de diez de los veinte concejos distritales en disputa, destacando sus victorias en los distritos más poblados: La Jalca y Leimebamba. Por otro lado, el Movimiento Independiente 6 de Junio, a pesar de ganar la alcaldía provincial, logró el gobierno de solo cuatro distritos, igualando en número a Contigo Chachapoyas. Acción Popular, aunque limitada en su alcance, recuperó el control de dos alcaldías distritales, Asunción y Levanto, manteniendo una presencia menor en el ámbito local.

## Sistema electoral
La Municipalidad Provincial de Chachapoyas es el órgano administrativo y de gobierno de la provincia de Chachapoyas. Está compuesta por el alcalde y el Concejo Provincial.
La votación del alcalde y el concejo se realiza en base al sufragio universal, que comprende a todos los ciudadanos nacionales mayores de dieciocho años, empadronados y residentes en la provincia de Chachapoyas y en pleno goce de sus derechos políticos, así como a los ciudadanos no nacionales residentes y empadronados en la provincia de Chachapoyas.
El Concejo Provincial de Chachapoyas está compuesto por 7 regidores elegidos por sufragio directo para un período de cuatro (4) años, en forma conjunta con la elección del alcalde (quien lo preside). La votación es por lista cerrada y bloqueada. Para que una lista sea proclamada ganadora debe obtener más del 20% de los votos válidos; en caso ninguna lista logre ese porcentaje, los dos listas más votadas participan en una segunda vuelta o balotaje. Se asigna a la lista ganadora los escaños según el método d'Hondt o la mitad más uno, lo que más le favorezca. Es elegido como alcalde el candidato que ocupe el primer lugar de la lista que haya obtenido la más alta votación.

## Composición del Concejo Provincial de Chachapoyas
La siguiente tabla muestra la composición del Concejo Provincial de Chachapoyas antes de las elecciones.
| Partidos | Partidos                                                           | Regidores |
| -------- | ------------------------------------------------------------------ | --------- |
|          | Lista Independiente N° 3 6 de Junio                                | 8         |
|          | Lista Independiente N° 5 Movimiento Mayoría Popular Amazonense     | 3         |
|          | Lista Independiente N° 9 Movimiento 5 de Setiembre                 | 2         |
|          | Lista Independiente N° 7 Frente Cívico para Desarrollo Chachapoyas | 1         |

## Partidos y candidatos
A continuación se muestra una lista de los principales partidos y alianzas electorales que participaron en las elecciones:
| Candidatura | Candidatura | Partidos y alianzas                                             | Candidatos | Candidatos               | Ideología                                                         | Resultado previo | Resultado previo | Ref. |
| Candidatura | Candidatura | Partidos y alianzas                                             | Candidatos | Candidatos               | Ideología                                                         | Votos (%)        | Reg.             | Ref. |
| ----------- | ----------- | --------------------------------------------------------------- | ---------- | ------------------------ | ----------------------------------------------------------------- | ---------------- | ---------------- | ---- |
|             | AP          | Lista - Acción Popular (AP)                                     |            | Napoleón Mendoza Jiménez | Humanismo Nacionalismo cívico Reformismo                          | Nuevo            | Nuevo            |      |
|             | SP          | Lista - Movimiento Independiente Somos Perú (SP)                |            | Máximo Sánchez Zamora    | Democracia cristiana Conservadurismo social Liberalismo económico | Nuevo            | Nuevo            |      |
|             | VV          | Lista - Movimiento Independiente Vamos Vecino (VV)              |            | Jesús Coronel Leyva      | Fujimorismo                                                       | Nuevo            | Nuevo            |      |
|             | IND         | Lista - Lista Independiente Movimiento Independiente 6 de Junio |            | Leonardo Rojas Sánchez   | Localismo chachapoyano                                            | Nuevo            | Nuevo            |      |
|             | IND         | Lista - Lista Independiente Contigo Chachapoyas                 |            | Conrado Montoya Pizarro  | Localismo chachapoyano                                            | Nuevo            | Nuevo            |      |

## Resultados

### Sumario general
|                        |                                                         |              |              |              |           |           |
| Partidos y coaliciones | Partidos y coaliciones                                  | Voto popular | Voto popular | Voto popular | Regidores | Regidores |
| Partidos y coaliciones | Partidos y coaliciones                                  | Votos        | %            | ±pp          | Total     | +/−       |
|                        | Lista Independiente Movimiento Independiente 6 de Junio | 5,576        | 34.66        | n/a          | 5         | +5        |
|                        | Movimiento Independiente Vamos Vecino (VV)              | 4,671        | 29.04        | Nuevo        | 1         | +1        |
|                        | Lista Independiente Contigo Chachapoyas                 | 2,943        | 18.29        | n/a          | 1         | +1        |
|                        | Acción Popular (AP)                                     | 2,547        | 15.83        | n/a          | 0         | ±0        |
|                        | Movimiento Independiente Somos Perú (SP)                | 350          | 2.18         | Nuevo        | 0         | ±0        |
|                        |                                                         |              |              |              |           |           |
| Total                  | Total                                                   | 16,087       |              |              | 7         | –7        |
|                        |                                                         |              |              |              |           |           |
| Votos válidos          | Votos válidos                                           | 16,087       | 88.33        | +3.48        |           |           |
| Votos en blanco        | Votos en blanco                                         | 1,047        | 5.75         | –3.09        |           |           |
| Votos nulos            | Votos nulos                                             | 1,076        | 5.91         | –0.39        |           |           |
| Votos impugnados       | Votos impugnados                                        | 3            | 0.02         | +0.02        |           |           |
| Votos emitidos         | Votos emitidos                                          | 18,213       | 76.44        | +6.25        |           |           |
| Abstenciones           | Abstenciones                                            | 5,612        | 23.56        | –6.25        |           |           |
| Votantes registrados   | Votantes registrados                                    | 23,825       |              |              |           |           |
|                        |                                                         |              |              |              |           |           |
| Fuente:                |                                                         |              |              |              |           |           |

### Concejo Provincial de Chachapoyas
| Cargo                              | Autoridad electa              | Partido político | Partido político                                        |
| ---------------------------------- | ----------------------------- | ---------------- | ------------------------------------------------------- |
| Alcalde Provincial de Chachapoyas  | Leonardo Rojas Sánchez        |                  | Lista Independiente Movimiento Independiente 6 de Junio |
| Regidora Provincial de Chachapoyas | Doris Vilcarromero de Mallqui |                  | Lista Independiente Movimiento Independiente 6 de Junio |
| Regidor Provincial de Chachapoyas  | Augusto Jiménez Valdivia      |                  | Lista Independiente Movimiento Independiente 6 de Junio |
| Regidor Provincial de Chachapoyas  | Neill Román Robles            |                  | Lista Independiente Movimiento Independiente 6 de Junio |
| Regidor Provincial de Chachapoyas  | Eber Cabañas López            |                  | Lista Independiente Movimiento Independiente 6 de Junio |
| Regidor Provincial de Chachapoyas  | Enrique Vigil Angulo          |                  | Lista Independiente Movimiento Independiente 6 de Junio |
| Regidor Provincial de Chachapoyas  | Rolando Ramos Chuquimbalqui   |                  | Movimiento Independiente Vamos Vecino                   |
| Regidor Provincial de Chachapoyas  | Luis Mendoza Guevara          |                  | Lista Independiente Contigo Chachapoyas                 |

## Elecciones municipales distritales

### Sumario general
| Partidos y coaliciones | Partidos y coaliciones                                  | Voto popular | Voto popular | Voto popular | Alcaldías | Alcaldías |
| Partidos y coaliciones | Partidos y coaliciones                                  | Votos        | %            | ±pp          | Total     | +/−       |
| ---------------------- | ------------------------------------------------------- | ------------ | ------------ | ------------ | --------- | --------- |
|                        | Movimiento Independiente Vamos Vecino (VV)              | 3,465        | 41.87        | Nuevo        | 10        | +10       |
|                        | Lista Independiente Movimiento Independiente 6 de Junio | 2,130        | 25.74        | n/a          | 4         | +4        |
|                        | Lista Independiente Contigo Chachapoyas                 | 1,302        | 15.73        | n/a          | 4         | +4        |
|                        | Acción Popular (AP)                                     | 866          | 10.46        | n/a          | 2         | +2        |
|                        | Movimiento Independiente Somos Perú (SP)                | 163          | 1.97         | Nuevo        | 0         | ±0        |
|                        | Listas independientes distritales                       | 350          | 4.23         | n/a          | 0         | ±0        |
|                        |                                                         |              |              |              |           |           |
| Total                  | Total                                                   | 8,276        |              |              | 20        | ±0        |
|                        |                                                         |              |              |              |           |           |
| Votos válidos          | Votos válidos                                           | 8,276        | 84.77        | +3.36        |           |           |
| Votos en blanco        | Votos en blanco                                         | 869          | 8.90         | –2.53        |           |           |
| Votos nulos            | Votos nulos                                             | 616          | 6.31         | –0.85        |           |           |
| Votos impugnados       | Votos impugnados                                        | 2            | 0.02         | +0.02        |           |           |
| Votos emitidos         | Votos emitidos                                          | 9,763        | 76.17        | +10.46       |           |           |
| Abstenciones           | Abstenciones                                            | 3,055        | 23.83        | –10.46       |           |           |
| Votantes registrados   | Votantes registrados                                    | 12,818       |              |              |           |           |
|                        |                                                         |              |              |              |           |           |
| Fuente:                |                                                         |              |              |              |           |           |

### Resultados por distrito
Las siguientes tablas enumeran el control de los distritos de la provincia de Chachapoyas. El cambio de mando de una organización política se resalta del color de ese partido.
| Distrito                | Alcalde(sa) titular       | Partido político | Partido político          | Alcalde(sa) electo(a)    | Partido político | Partido político    |
| ----------------------- | ------------------------- | ---------------- | ------------------------- | ------------------------ | ---------------- | ------------------- |
| Asunción                | Luis Camus Rojas          |                  | Lista Independiente N° 5  | Guillermo Núñez Maslucán |                  | Acción Popular      |
| Balsas                  | Francisco Vera Chávez     |                  | Lista Independiente N° 5  | Santos Garay Araujo      |                  | 6 de Junio          |
| Cheto                   | Pedro Reátegui Perea      |                  | Lista Independiente N° 5  | Pedro Reátegui Perea     |                  | Vamos Vecino        |
| Chiliquín               | Lázaro Quiroz Chuqui      |                  | Lista Independiente N° 5  | Lázaro Quiroz Chuqui     |                  | Vamos Vecino        |
| Chuquibamba             | Felipe Vergaray Ocampo    |                  | Lista Independiente N° 5  | Rusbel Rojas Chancahuana |                  | 6 de Junio          |
| Granada                 | Isac Chuquibala Valle     |                  | Lista Independiente N° 3  | Jaime Gutiérrez Torres   |                  | Vamos Vecino        |
| Huancas                 | Andrés Mas Herrera        |                  | Lista Independiente N° 5  | Ricardo Soplin Flores    |                  | Vamos Vecino        |
| La Jalca                | Víctor Rojas Horna        |                  | Lista Independiente N° 7  | Telesforo Huamán Rojas   |                  | Vamos Vecino        |
| Leimebamba              | José Chappa Villacorta    |                  | Lista Independiente N° 5  | José Chappa Villacorta   |                  | Vamos Vecino        |
| Levanto                 | Tadeo Castillo Soplín     |                  | Lista Independiente N° 5  | Leoncio Herrera Tuesta   |                  | Acción Popular      |
| Magdalena               | Manuel Díaz Coronel       |                  | Lista Independiente N° 5  | Diego Mesías Inga        |                  | 6 de Junio          |
| Mariscal Castilla       | Óscar Caman Caman         |                  | Lista Independiente N° 11 | Wilder Bustamante Isla   |                  | Vamos Vecino        |
| Molinopampa             | José Oliva Cruz           |                  | Lista Independiente N° 3  | Segundo Huamán Sopla     |                  | Contigo Chachapoyas |
| Montevideo              | Adalid Rojas Tafur        |                  | Lista Independiente N° 5  | Adalid Rojas Tafur       |                  | Vamos Vecino        |
| Olleros                 | Vidal Sopla Bacalla       |                  | Lista Independiente N° 5  | Víctor Culqui Puerta     |                  | 6 de Junio          |
| Quinjalca               | Felicísimo Pinedo Culqui  |                  | Lista Independiente N° 5  | Arquimere Culqui Mas     |                  | Vamos Vecino        |
| San Francisco de Daguas | Benjamín Rojas Tejada     |                  | Lista Independiente N° 5  | Augusto Mori Mori        |                  | Contigo Chachapoyas |
| San Isidro de Maino     | José Santillán Picón      |                  | Lista Independiente N° 5  | José Santillán Vásquez   |                  | Contigo Chachapoyas |
| Soloco                  | Jaime Castillo Pizarro    |                  | Lista Independiente N° 9  | Leoncio Lucana Santillán |                  | Vamos Vecino        |
| Sonche                  | Teodoro Pizarro Santillán |                  | Lista Independiente N° 5  | Filadelfo Salazar Guivin |                  | Contigo Chachapoyas |